# Labyrinthe (film)
Ne doit pas être confondu avec Le Labyrinthe (film, 2014).
Pour les articles homonymes, voir Labyrinthe (homonymie).
Pour plus de détails, voir Fiche technique et Distribution.
Labyrinthe (Labyrinth) est un film américano-britannique réalisé par Jim Henson et sorti en 1986. Basé sur des dessins conceptuels de Brian Froud, et avec George Lucas comme producteur délégué, le film est écrit par Terry Jones, et la plupart de ses personnages sont des marionnettes produites par la Jim Henson's Creature Shop. Le film met en vedette l'actrice Jennifer Connelly dans le rôle d'une jeune fille de 16 ans nommée Sarah Williams (en) et David Bowie dans celui de Jareth (en), le roi des kobolds (ou des gobelins dans le 2e doublage en français). Au cours du récit, Sarah se lance dans une quête dans un monde imaginaire pour atteindre le centre d'un énorme labyrinthe afin de sauver son demi-frère Toby, qu'elle souhaite soustraire à Jareth.
Le film est une nouvelle collaboration entre Henson et Froud après leur précédente réalisation Dark Crystal (1982). Terry Jones des Monty Python écrit une première ébauche du scénario début 1984, en s'inspirant des croquis de Froud. Divers autres scénaristes le réécrivent et rajoutent des éléments, notamment Laura Phillips, Lucas, Dennis Lee (en), et Elaine May, bien que Jones soit le seul à être crédité comme scénariste au générique du film. Il est tourné d'avril à septembre 1985 à Upper Nyack, Piermont et Haverstraw dans l'État de New York, et aux studios d'Elstree (en) et West Wycombe Park en Angleterre.
Disposant d'un budget de 25 millions $, selon le New York Times, le film déçoit au box-office américain avec 12,9 millions $ de recettes lors de son exploitation en salles aux États-Unis. Cependant, il connaît le succès au Royaume-Uni et à l'étranger, rapportant plus de 34 millions $ dans le monde. Lors de sa sortie, Labyrinthe reçoit des critiques mitigées, ce qui plonge la carrière de Henson dans une période difficile, selon son fils Brian Henson, et il s'agira de son dernier long métrage en tant que réalisateur. Au fil des années, il est cependant reconsidéré par de nombreux critiques et devient très populaire à la suite de sa sortie en VHS et à ses rediffusions à la télévision, jusqu'à acquérir le statut de film culte dans les pays anglophones.
Le film a été adapté dans divers médias, comme des livres, des jeux vidéo et des bandes dessinées. Tokyopop a publié une suite en comics en quatre volumes intitulé Return to Labyrinth (en) de 2006 à 2010, et Archaia Entertainment a publié une préquelle en comics intitulée Labyrinth: Coronation (en) en 2018-2019. En janvier 2016, il est annoncé qu'une suite cinématographique est en développement, que la scénariste Nicole Perlman décrit plutôt comme un spin-off dans le même univers fictif que comme une véritable suite.

## Synopsis
Sarah est passionnée de contes de fées. Un soir, elle se trouve contrainte de garder son jeune demi-frère Toby. Tentant de calmer ses pleurs en lui racontant l'histoire d'un roi des kobolds tombé amoureux d'une jeune fille humaine, elle prononce une phrase fatidique qui emporte le bébé dans un monde imaginaire gouverné par Jareth, androgyne et trouble roi des kobolds. Elle devra le suivre dans cet univers fantastique peuplé de kobolds, lutins et fées et, pour empêcher que le garçon devienne lui-même un kobold, surmonter en moins de 13 heures les épreuves du labyrinthe de Jareth... pour lequel elle ne peut s'empêcher d'éprouver une certaine fascination.

## Fiche technique
- Titre original : Labyrinth
- Titre français : Labyrinthe
- Réalisation : Jim Henson
- Scénario : Jim Henson, Dennis Lee, Terry Jones et Elaine May (non créditée)
- Direction artistique et costumes : Brian Froud
- Photographie : Alex Thomson
- Montage : John Grover
- Musique : Trevor Jones et David Bowie (Labyrinth)
- Production : Eric Rattray, George Lucas, David Lazer et Martin G. Baker
- Sociétés de production : Henson Associates et Lucasfilm Ltd.
- Société de distribution : TriStar Pictures (États-Unis), Columbia-EMI-Warner Distributors (Royaume-Uni)
- Budget : 25 000 000 $
- Pays d'origine : États-Unis, Royaume-Uni
- Langue : anglais
- Format : Couleurs - 35 mm - 2,35:1 - Son Dolby Digital
- Genre : Fantasy, musical
- Durée : 101 minutes
- Dates de sortie :
  - États-Unis : 27 juin 1986
  - France : 11 février 1987

## Distribution
- David Bowie : Jareth, le roi des kobolds (ou des gobelins dans le 2e doublage en français)
- Jennifer Connelly : Sarah Williams
- Shelley Thompson : Irène Williams
- Christopher Malcolm : Robert Williams
- Toby Froud : Toby Williams
- Natalie Finland : les Fées
- Warwick Davis : un kobold (ou gobelin)

Marionnettistes
- Shari Weiser : Hoggle
- Ron Mueck : Ludo / Fêtard 2
- Rob Mills : Ludo / Fêtard 3
- Dave Goelz : Didymus / Le chapeau tête-d'oiseau du vieux kobold / l'un des Quatre Gardes / Porte Gauche / Fêtard 3
- David Barclay : Didymus, Fêtard 1
- Steve Whitmire : Ambrosius, l'un des Quatre Gardes / Fêtard 4
- Kevin Clash : Ambrosius / l'un des Quatre Gardes / Fêtard 1
- Karen Prell : Vermisseau / Fêtard 2 / Lady Pou-belle
- Frank Oz : Vieux kobold
- Anthony Asbury : l'un des Quatre Gardes
- Toby Philpott : Fêtard 1
- Ian Thom : Fêtard 2
- Sherry Ammott : Fêtard 3
- Cheryl Hensonas : Fêtard 4
- Kevin Bradshaw : Fêtard 4
- Alistair Fullarton : Fêtard 5
- Rollie Krewson : Fêtard 5
- Anthony Asbury : Porte Droite / Fêtard 5 / l'un des Quatre Gardes

### Voix originales
- Brian Henson : Hoggle
- Ron Mueck : Ludo
- David Shaughnessy : Didymus, le chapeau tête-d'oiseau du vieux kobold, l'un des Quatre Gardes
- Percy Edwards : Ambrosius
- Timothy Bateson : Vermisseau, l'un des Quatre Gardes
- Michael Hordern : Vieux kobold
- Denise Bryer : Lady Pou-belle
- Anthony Jackson : l'un des Quatre Gardes
- Douglas Blackwell : l'un des Quatre Gardes
- Kevin Clash : Fêtard 1
- Charles Augins : Fêtard 2
- Danny John-Jules : Fêtard 3, Fêtard 4
- Richard Bodkin : Fêtard 5
- David Healy : Porte Droite
- Robert Beatty : Porte Gauche

### Voix françaises
| - Edgar Givry : Jareth, le roi des kobolds - Emmanuèle Bondeville : Sarah Williams - Martine Messager : Irène Williams - Max André : Robert Williams - Jacques Deschamps : Hoggle / divers kobolds - Georges Atlas : Ludo / divers kobolds - Roger Carel : Sir Didymus / Vermisseau / un garde-chien derrière un bouclier - Marc de Georgi : Vieux kobold errant / une poignée de porte - Jacqueline Porel : Lady Pou-belle / le chapeau tête-d'oiseau du vieux kobold / un fêtard - Sady Rebbot : garde alertant Jareth / divers kobolds - Philippe Dumat : un garde-chien derrière un bouclier / divers kobolds | - Julien Roy : Jareth, le roi des gobelins - Mélanie Dermont : Sarah Williams - Alain Louis : Robert Williams / Ludo / un garde-chien - Michel de Warzée : Hoggle / Sir Didymus - Peppino Capotondi : un garde-chien / un fêtard - Jean-Marc Delhausse : un garde-chien / un fêtard |

## Autour du film
Le film est inspiré, comme Dark Crystal, de l'univers fantastique du dessinateur Brian Froud, qui a été engagé comme costumier et superviseur des effets visuels et dont le fils joue Toby dans le film. Il a lui-même inspiré une grande manifestation annuelle aux États-Unis, un bal masqué féerique de grande ampleur appelé The Labyrinth of Jareth Masquerade Ball.
Pour le rôle de Jareth, George Lucas et Jim Henson tenaient absolument à choisir une popstar de l'époque. Ils s'étaient portés sur trois choix : Sting, Michael Jackson et David Bowie. Ce dernier a finalement accepté.
Le film a fait l'objet d'une adaptation en bande dessinée par Marvel Comics sous forme de trois comics publiés de novembre 1986 à janvier 1987 sur un scénario de Sid Jacobson et des dessins de John Buscema.
On remarquera plusieurs clins d’œil appuyés à la création graphique de l'artiste Maurits Cornelis Escher, notamment ses architectures impossibles à multi-pesanteur (le poster dans la chambre de Sarah et le château de Jareth notamment).
Pour des questions d'expiration de droits de la version française, le film a été entièrement redoublé en Belgique pour sa sortie en DVD le 24 novembre 1999, puis en édition Blu-Ray-DVD et spéciale 4K en 2016 et 2021,. Dans cette nouvelle version, Jareth n'est plus le « roi des kobolds » mais le « roi des gobelins ».
Labyrinthe est le dernier film réalisé par Jim Henson juste avant sa mort. Il est, avec Dark Crystal sorti en 1982, devenu culte depuis avec les années dans les pays anglo-saxons.